# Cyptocephala elegans
Cyptocephala elegans är en insektsart som först beskrevs av Malloch 1919.  Cyptocephala elegans ingår i släktet Cyptocephala och familjen bärfisar. Inga underarter finns listade i Catalogue of Life.